# To må man være (film fra 1932)
To må man være (originaltitel Smilin' Through) er en amerikansk romantisk dramafilm fra 1932, instrueret af Sidney Franklin. I hovedrollerne spiller Norma Shearer og Fredric March. Manuskriptet er skrevet af Donald Ogden Stewart og Ernest Vajda, baseret på skuespillet Smilin' Through af Jane Cowl og Jane Murfin fra 1919.
Filmen blev nomineret til en Oscar for bedste film i 1934. Filmen var en genindspilning af en tidligere stumfilm fra 1922, som også var instrueret af Sidney Franklin og have Norma Talmadge i hovedrollen.